# Perlilla
El Perlilla es un pico perteneciente al macizo Copap, ubicado en la Cordillera Blanca. Forma parte de los Andes peruanos y su extensión comprende las provincias de Huari, Asunción y Carhuaz. Alcanza su máxima elevación a los 5.587 m s. n. m. que fue escalada por vez primera el 14 de julio de 1966 por la expedición japonesa con M. Ishinabe, A. Kurihara, A. Miyahara, S. Ooe y T. Suzuki).
Su lengua glaciar desciende hasta los 4.850 m s. n. m., mientras que la masa glaciar mayor forma una inmensa meseta entre los 5.000 y 5350 m s. n. m.

## Características

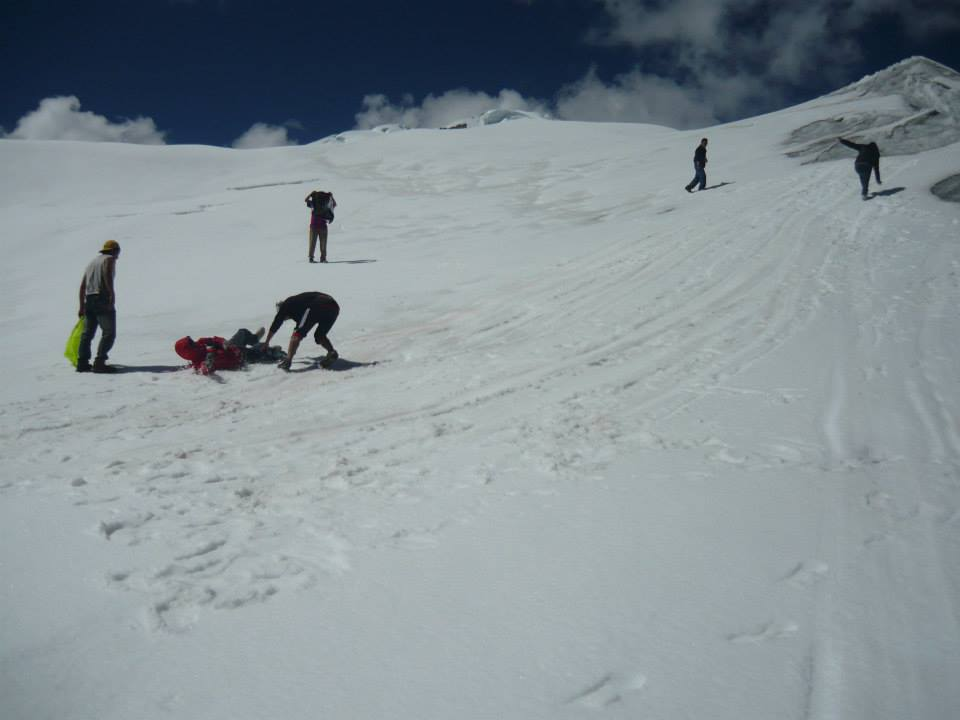
Campo alto de la montaña a 5100

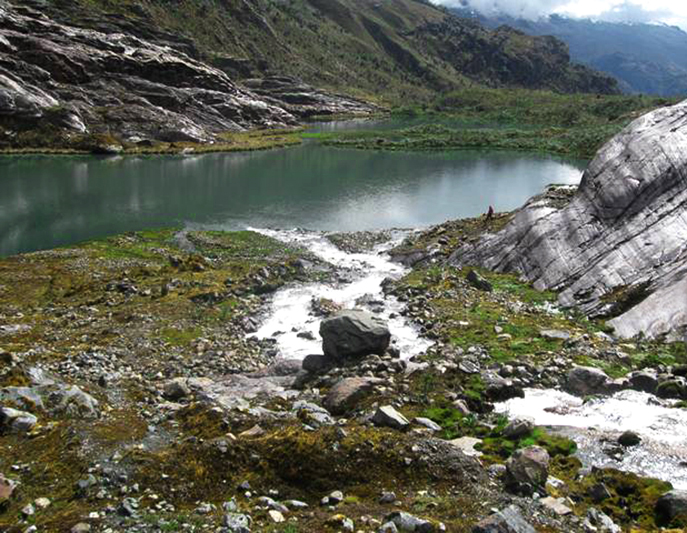
Laguna Yanacocha, en las faldas del nevado Perlilla).

El nevado Perlilla tiene un área mayor a 30 km², el 90 % de su superficie es accesible sin mayores dificultades desde la ciudad de Chacas. Los 14 km² con superficie de nieve que tiene la meseta norte la hacen adecuada para prácticas de deportes de invierno con inclinaciones de cuestas que no sobrepasan los 40°. 
La biodiversidad natural de su entorno que abarca los 70 km² comprende a las lagunas Yanacocha, Pagarisha, Ventanilla, las quebradas Honda y Ashnukuana y el río Juitush.

## Actividades turísticas
Actividades:
- Senderismo. El circuito inicia en la ciudad de Chacas, para luego adentrarse en la Qda. Juitush y seguir el valle del río Juitush hasta llegar a las lagunas Yanacocha y Pagarisha, continuar el trayecto por las faldas del Glaciar Perlilla y ascender hasta los 5000 m s. n. m. para continuar hacia la Qda, Ashnukuana y visitar las Lagunas Ventanilla y Hatuntallancocha para luego dirigirse a la Qda Tinco de donde nace el Río Arma, seguir hacia Huachucocha, Torococha y Huacuycocha y Pariacocha y las lagunas de Cuncashgaga, dirigirse al mirador de Gompi y descender a los caseríos de Macuash y Rayan para culminar el recorrido en Chacas.